# Ma part d'ombre
Ma part d'ombre. Mémoire sur un crime de L.A. (Titre original : My Dark Places: An L.A. Crime Memoir) est un récit autobiographique de James Ellroy, publié en 1996, et consacré à l'assassinat de sa mère, le 22 juin 1958.

## Résumé
Le livre compte quatre parties.
Dans la première partie (La rouquine), James Ellroy retrace l’enquête de police menée en 1958, à la suite de l’assassinat de sa mère qui est une femme aux cheveux roux. Malgré les multiples recherches des enquêteurs, le tueur n’est pas identifié.
La seconde partie (Le môme sur la photo) est autobiographique et la photographie qui introduit cette partie est celle de James Ellroy âgé de dix ans, le 22 juin 1958, jour où il apprend l'assassinat de sa mère. Elle débute par l’enfance de l’auteur, le divorce conflictuel de ses parents (sa mère obtient la garde durant la semaine, son père le weekend), la mort violente de sa mère, les années de liberté à Hancock Park, au cours desquelles il découvre Los Angeles, cherche à s’affirmer, notamment en jouant au nazillon, et commence à se livrer au vol (de livres, d’abord) et au voyeurisme, la mort de son père après plusieurs attaques, la consommation expérimentale de drogue qui le conduit à la rue puis en prison, avant de se consacrer à la littérature, avec le soutien pécuniaire d’une activité professionnelle de caddie.
La troisième partie (Stoner) est consacrée à Bill Stoner, policier retraité du LAPD, dont la carrière au département chargé des homicides s’est achevée dans le service d’enquête sur les crimes non résolus.
Dans la dernière partie (Geneva Hilliker), qui se déroule en 1995 et 1996, James Ellroy propose à Bill Stoner d’enquêter avec lui sur les circonstances de la mort de sa mère, Geneva Hilliker, dite Jean Ellroy, dans l’espoir de retrouver l'assassin de cette dernière, trente-cinq ans après les faits; ils lancent notamment un appel à témoin et reprennent systématiquement les pièces du dossier.

## Particularités du récit
Dans Ma part d'ombre le romancier se livre tout entier et porte un regard sans concessions ni aménité sur sa jeunesse. Ellroy est passé par la drogue et l'alcool mais a connu aussi une dérive nazie et des difficultés à avoir un premier rapport avec une femme (il hébergea une jeune femme en échange d'un rapport).
Le livre plonge aussi aux racines de la fascination du romancier pour le crime, le sexe, les femmes assassinées et la ville de Los Angeles. Le lecteur mesure le parallèle qu'effectue James Ellroy entre l'affaire du Dahlia noir et le meurtre de sa propre mère. Il a d'ailleurs écrit en 1987, un ouvrage, Le Dahlia noir, roman ayant pour canevas le meurtre sordide d'Elizabeth Short.
La force documentaire et le sens du vocabulaire argotique du romancier prennent aussi une autre dimension lorsqu'après avoir appris que les suspects de l'époque étaient tous surnommés « le basané », il commence à chercher son « basané », l'assassin présumé à la peau mate du portrait-robot, avec l'aide de l'ancien policier Bill Stoner.